# ミュージックトマトJAPAN
ミュージックトマトJAPAN（Music Tomato JAPAN）は、1980年代後半 - 2000年代にテレビ神奈川（TVK→tvk）で放送されていた音楽番組。略称は「ミュートマジャパン」。

## 概要
元々あったTVKの音楽番組『ミュージックトマト』から派生した番組。当時TVKで放送されていた「TOMATO」もの（ファンキートマト、ライブトマト など）と並んで、音楽に強い局のイメージを打ち出す効果に一役買った番組の一つでもある。
『ミュージックトマト』は、番組開始当初、洋楽ヒット曲のビデオクリップを放送していたが、日本国内のJ-POP人気の高まりと共に、国内アーティストの楽曲のビデオクリップも多く放送されるようになったため、J-POPだけを放送する独立番組としてスタートさせたのが本番組である。
番組開始初期から中期にかけては、多数のアーティストのビデオクリップがランダムに放送され、イントロ部分でV.J.のマイケル富岡による英語でのナレーションが添えられていた。
1993年末、マイケル富岡が降板。それ以降V.J.は置かれず、ナレーション無しのままビデオクリップを流す形で番組は進行した。
1990年代半ば以降は、ビデオクリップの放映回数は減らされ、企画ものが中心となった（ナレーションはなしでテロップのみ）。
- 毎月、番組スタッフにより選曲された5曲程度のビデオクリップを「ビデオクリップダービー」として番組中にダイジェスト放送し、その中から最優秀曲を視聴者からの投票で決定、後に見事最優秀曲に選ばれたアーティスト（またはバンド）を翌月ヘビーローテーション。
- 1組（個人・グループ問わず）のアーティストを特集、インタビューを織り交ぜながら複数曲を放送。

2010年現在は、このミュージックトマトJAPANから派生した『Mutoma』が放送されている。

## ビデオジョッキー
- マイケル富岡（番組開始 - 1993年末まで）[2]

## 放送時間
- 毎週月曜 - 木曜、23：00 - 23：30（23：30 - 24：00、23：40 - 24：10で放送された期間あり）。
- 末期は木曜放送分がなくなり、2004年4月 - 2006年3月29日（最終回）まで、月曜 - 水曜（23：30 - 24：00）に放送されていた。

## 番組OP・EDテーマ曲一覧

### 初期
- Wake Up（PSY・S）
- 虹の彼方へ（Mr.Children）
- 星になれたら（Mr.Children）
- Pop Muzik（M）

### 後期（1993年以降）
- Never Land（Cutemen）：【1993年10月～12月】
- JUDY IS A T∀NK GIRL（JUDY AND MARY）：【1994年1月～3月】
- また明日（JIGGER'S SON）：【1994年1月～6月】
- ROCK STAR（THE YELLOW MONKEY）：【1994年4月～6月】
- 潮騒（寺岡呼人）：【1994年7月～9月】
- Waiting For The Sun（寺岡呼人）：【1994年10月～1995年3月】
- シトロエン幻想（PLAGUES）：【1995年4月〜6月】
- 追憶のマーメイド（THE YELLOW MONKEY）：【1995年7月～9月】
- 明日の行方（SMILE）：【1995年10月～12月】
- 情熱（DOG FIGHT）：【1995年頃】※エンディング
- 少年のように（DOG FIGHT）：【1995年頃】※エンディング
- SHINING IN THE BED（THE SPACE COWBOYS）：【1996年1月～3月】※オープニング
- Tiny Boat（the pillows）：【1996年1月～3月】※エンディング
- ハッピー・プレイス（PLAGUES）：【1996年4月～5月】
- Little Jの嘆き（GREAT3）：【1996年8月～9月】
- Superman（カーネーション）：【1996年10月頃】※オープニング
- 香風積（GUNIW TOOLS）：【1997年4月～5月】
- BLUE（ZEPPET STORE）：【1997年6月～7月】
- ゲット・アップ・ルーシー（THEE MICHELLE GUN ELEPHANT）：【1997年8月～9月】
- メロドラマ（Daily-Echo）【1997年10月～11月】
- KIDS ARE ALRIGHT（AIR）：【1997年12月～1998年1月】
- 赤い手（スキップカウズ）：【1998年2月～3月】
- Frames（Daily-Echo）：【1998年?月】
- サナギ（ドミンゴス）：【1998年?月】
- depends（pre-school）：【1999年?月】
- I'M NOT DOWN（PENPALS：【2000年?月】

## テレビ神奈川以外でのネット
- サンテレビジョン（1990年代半ば頃まで）
- KBS京都（1990年代半ば頃まで。サンテレビジョンより後に打ち切り）
- テレビ和歌山
- 北海道テレビ放送（ほぼ週1回放送。放送開始当初は土曜日の18:30から放送。番組エンディングで次回放送分のアーティストを独自に字幕表示していた）
- 福島テレビ
- テレビ信州
- 新潟放送
- 日本海テレビジョン放送
- ぎふチャン
- 三重テレビ
- テレビ新広島
- 西日本放送
- 南海放送
- RKB毎日放送
- サガテレビ
- 長崎文化放送
- 熊本放送
- 鹿児島テレビ放送

## 別冊ミュージックトマトJAPAN
本編の番組以外に単発で『別冊ミュージックトマトJAPAN』も放送された。
こちらは、1人（1グループ）のアーティストの特集形式。そのアーティストのアルバム発売期やコンサートツアー前に放送されることから、そのほとんどがアーティスト側からの持込み企画の宣伝形態だったと思われる。
この他、2000年4月 - 2002年9月には金曜日の深夜にイベンター大手のディスクガレージのコンサート先行予約と組み合わせた「mutomaDiGA」を放送していた（テレビ岩手でも火曜深夜に時差ネット）。